# RBS TV Santa Rosa
RBS TV Santa Rosa é uma emissora de televisão brasileira com sede em Santa Rosa, RS. Retransmite a programação da TV Globo. Opera no canal 6 (34 UHF digital). É uma das redes de transmissão regionais da RBS TV, que tem a central localizada em Porto Alegre.

## História

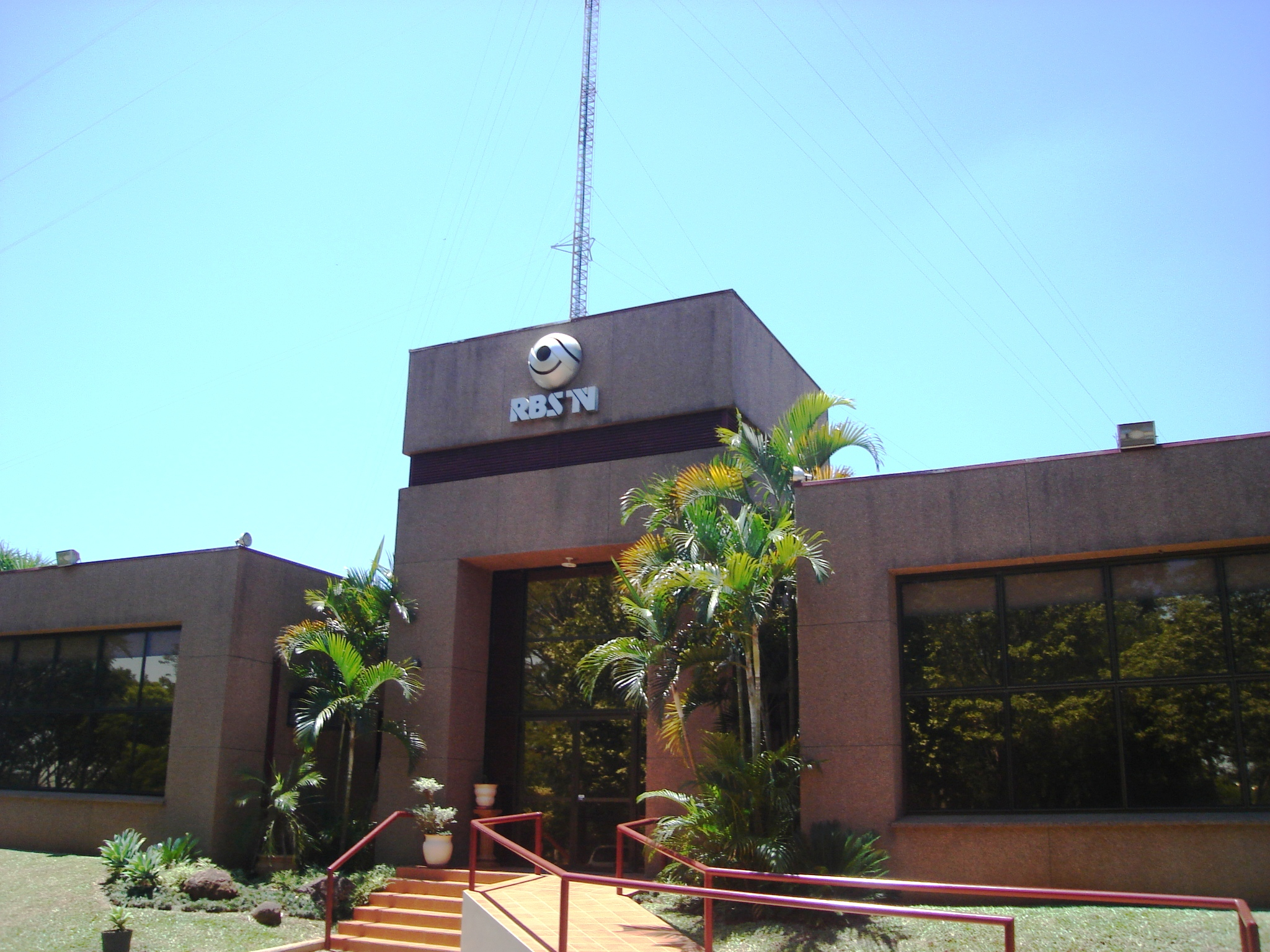
Sede da RBS TV Santa Rosa

A RBS TV Santa Rosa foi fundada em 28 de agosto de 1992 pelo Grupo RBS com o objetivo de substituir as retransmissoras da RBS TV Cruz Alta em 42 municípios do noroeste do Rio Grande do Sul. A festa de inauguração do canal 6 VHF contou com a presença de Xuxa Meneghel, apresentadora de programas infantis na TV Globo, nascida no município de Santa Rosa. Xuxa presenteou a emissora com uma placa em homenagem à inauguração do canal.
Em 2005, a RBS TV Santa Rosa reformou o estúdio onde são apresentados os blocos locais do Jornal do Almoço e do RBS Notícias, adequando-se ao padrão do jornalismo local da TV Globo. O novo cenário conta com imagens das regiões cobertas pelo sinal da emissora.
Em 2007, completou 15 anos e exibiu programetes especiais mostrando o interior da sede do canal durante alguns intervalos comerciais, com o slogan A TV com a cara da região. Também exibiu uma reportagem especial sobre o aniversário no bloco local do Jornal do Almoço.
Em agosto de 2009, o Ibope divulgou uma pesquisa que confirmou a liderança de audiência da RBS TV Santa Rosa. O destaque está no telejornal local RBS Notícias, que registrou mais de 78% de share entre os meses de abril e junho do mesmo ano.
Desde 17 de agosto de 2009, os telespectadores da RBS TV Santa Rosa podem acompanhar o trabalho dos profissionais da emissora através de seu blog, no portal da RBS TV.
Em agosto de 2019, o bloco local do Jornal do Almoço nesta emissora deixou de ser transmitido e foi incorporado ao da RBS TV Passo Fundo. A equipe de jornalismo veicula as reportagens locais na versão regional do programa. São dois blocos regionais, com duração de 20 minutos, que hoje têm cerca de 2 milhões de telespectadores potenciais.

## Programas
Atualmente o telejornalismo da RBS TV Santa Rosa compõe a rede da RBS TV Passo Fundo que transmite os blocos regionais do Jornal do Almoço, a partir da cidade de Passo Fundo, para os 220 municípios das regiões de Cruz Alta, Erechim, Passo Fundo e Santa Rosa. A emissora transmite programas nacionais da TV Globo e estaduais da RBS TV, gerados em Porto Alegre no qual participa com as matérias da região.

## Sinal digital
| Canal virtual | Canal digital | Resolução de tela | Programação                                        |
| ------------- | ------------- | ----------------- | -------------------------------------------------- |
| 6.1           | 34 UHF        | 1080i             | Programação principal da RBS TV Santa Rosa / Globo |

Transição para o sinal digital
Com base no decreto federal de transição das emissoras de TV brasileiras do sinal analógico para o digital, a RBS TV Santa Rosa, bem como as outras emissoras de Santa Rosa, irá cessar suas transmissões pelo canal 6 VHF em 31 de dezembro de 2023, seguindo o cronograma oficial da ANATEL.

## Retransmissoras
- Santo Ângelo - 23 UHF digital[6]